# Alex Pullin
Alex Pullin (20 de setembro de 1987 – Gold Coast, 8 de julho de 2020), alcunha Chumpy, foi um snowboarder australiano que competiu nos Jogos Olímpicos de Inverno de 2010, 2014 e 2018. Foi por duas vezes campeão mundial de boardercross.
Ganhou três medalhas no Campeonato Mundial de Snowboard entre 2011 e 2017.
Morreu na sequência de um acidente de caça submarina, em 8 de julho de 2020.
Ellidy Pullin, companheira de Alex Pullin, deu à luz a filha do casal, Minnie Alex Pullin concebida através de fertilização in vitro em 25 de outubro de 2021. O sémen de Alex Pullin foi retirado postumamente, o que permitiu que Ellidy conseguisse engravidar.